# 江右商幫
江右商幫是歷史上對江西商人的稱呼，江右商幫是中國十大商幫之一，以「講究賈德」為主要精神。
江西經濟自宋朝以後急劇增速，立時成為當時中國經濟文化上領先的地區。元明以來，江西人口也快速增長，明朝的江西人口僅次於浙江，明朝十三布政司中位列第二位，江西供給全中國大量的糧食、茶葉、陶瓷、紙張、布匹、木材等江西特產。明孝宗弘治至明神宗萬曆期間，江西繳納稅糧額居各省之首。
於是在此環境下，江西商人組成的「江右商幫」迅速形成。他們憑藉自身強而有力的經濟基礎，江西優良的地理經濟環境以及明朝施行的海禁政策，在明朝經濟中發揮重大的作用。當時便有“無江西人不成市場”之說。明清政府“海禁”，只留下广州为唯一贸易海港，使鄱阳湖、赣江成了中国商品出口的一条黄金水道，加速江西鄱阳湖和赣江沿岸商业城镇的发展。
江右商幫興起後，造就了江西市鎮的快速發展。“瓷都”景德鎮名譽天下，“藥都”樟樹掌控藥市，有“藥不過樟樹不靈”之說。當時外省還有“三日不見贛糧船，市上就要鬧糧荒”的俗話。
江右商帮于其所落脚的省外地区，一般都拥有一条至几条江西街，相当那时一个新建西山镇或万寿宫街区。
明清江右商帮的兴起与净明道教的改革有很大关系。净明道强调以忠孝为本，敬天崇道，诚心正念，方寸净明，积功累德，就可得道成仙。净明道教经过这一改革适应了社会经济的历史发展，让当时一大批江西儒生和工商人士看到了净明道倡导真忠真孝，诚实守信，要求信众大力从事世俗事业。道教万寿宫一般是各地江右商帮的聚会中心。